# سر (عنوان)

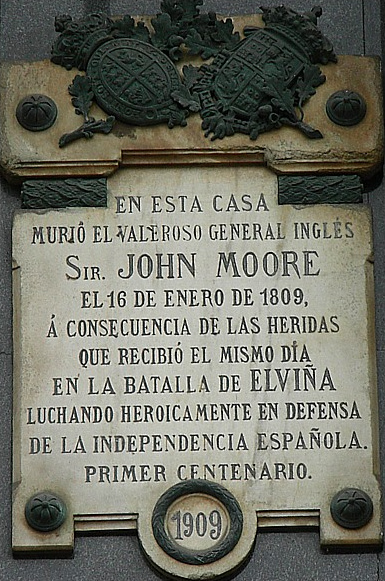
لوح یادبود در شهر قدیمی Coruña

سِر (به انگلیسی: Sir) لقبی رسمی و تشریفاتیبرای مردان است که به شوالیه‌ها (به انگلیسی: Knight) یا بارون‌ها (به انگلیسی: Baronet) گفته می‌شد این کلمه مشتق شده از واژه «سایِر» (Sire) از دوران قرون وسطای میانه است و اعطای این عنوان در بریتانیا تا امروز همچنان ادامه دارد.
به طور سنتی، طبق قانون و عرف، عنوان «سِر» برای مردانی که شوالیه هستند و به فرقه‌های خاصی از نشان جوانمردی تعلق دارند، استفاده می‌شود، و بعدها نیز برای بارونت‌ها و سایر مناصب نیز به کار رفت.
علاوه بر این، از اواخر دوران مدرن ، «سِر» به عنوان روشی محترمانه برای خطاب قرار دادن مردی با جایگاه اجتماعی یا رتبه نظامی برتر استفاده شده است. 
واژه سر برای اولین بار در ۱۲۹۷ در اسناد مکتوب دیده می‌شود و از زبان‌های لاتین (مشتق از Senex به‌معنای پیر) و فرانسه میانه به انگلیسی راه یافته‌است.